# ジェイコブ・マーティン
ジェイコブ・マーティン（Jacob Martin, - 1810年6月 - 1848年8月26日）は、アメリカ合衆国の政治家、外交官。

## 生涯
1810年6月、マーティンはジョージア州において、レヴィ・マーティン (Levi Martin, 1785-1856) とジェマイマ・ハリス (Jemima Harris, 1783-1863) の息子として誕生した。
マーティンは1840年7月16日から1841年3月5日まで、国務省首席事務官を務めた。またマーティンは、ジョン・フォーサイス国務長官が1841年3月3日に退任したため、1841年3月4日から1841年3月5日まで臨時国務長官も務めた。
1848年4月7日、マーティンはジェームズ・ポーク大統領からローマ教皇の教皇領への代理公使に任命された。マーティンはカトリックに改宗し、ローマに赴いた。アメリカ合衆国とローマ教皇庁との正式な外交関係はこれが最初であり、マーティンは教皇領に対して1848年8月19日に信任状を奉呈した。
1848年8月26日、マーティンはローマ市内において死去した。